# Peadar Ó Cearnaigh
Peadar Ó Cearnaigh, també conegut pel nom en anglès Peadar Kearney, (Dublín, 12 de desembre de 1883 - Dublín, 24 de novembre de 1942) fou un activista polític, escriptor, poeta i compositor irlandès. És autor de nombroses cançons patriòtiques, entre d'altres, l'himne nacional irlandès: Amhrán na bhFiann.
Va néixer el 12 de desembre de 1883 al número 68 del carrer Lower Dorset de Dublín (República d'Irlanda). De jove, compatibilitzava la seva feina de jornaler amb la de compositor de cançons, poemes i peces teatrals. D'altra banda, fou oncle de Brendan Behan i Dominic Behan, dos escriptors irlandesos també famosos.
L'any 1901 ingressà a la Lliga Gaèlica i l'any 1903 a la Germandat Republicana Irlandesa (IRB). Va impartir classes nocturnes d'irlandès tenint a Seán O'Casey entre els seus alumnes. L'any 1907, quan treballava fora d'escenari al Teatre de l'Abadia, va escriure íntegrament la lletra de l'Amhrán na bhFiann, i posteriorment en va compondre conjuntament la melodia. L'any 1912 fou publicada per primera vegada al periòdic Irish Freedom i esdevingué, ràpidament, la cançó més famosa del patriotes irlandesos.
Va ser membre fundador dels Voluntaris Irlandesos l'any 1913. En la Revolta de Pasqua de 1916, va lluitar des de la fàbrica de galetes Jacob's al II Batalló dirigit per Thomas MacDonagh. Va aconseguir escapar abans que el batalló fos arrestat. L'any 1920, a la Guerra d'Independència, fou destinat al camp d'internament de Ballykinlar situat al comtat de Down. Íntim amic de Michael Collins, es decantà per la creació de la República d'Irlanda durant la Guerra Civil Irlandesa (1922-1923). Després d'haver vençut la Guerra Civil s'allunyà dels temes de política.
L'any 1926, la tornada va ser adoptada com a himne oficial, substituint l'himne fenià God Save Ireland utilitzat fins al moment com a no-oficial. L'any 1928 es publicà el llibre La Cançó del Soldat de Kearney i altres poemes. Algunes de les altres cançons importants que va escriure són: The Three-coloured Ribbon, Down by the Liffey, Down by the Glenside, i Erin Go Bragh -lema inscrit en la bandera republicana irlandesa abans de la formació de l'estat irlandès-.
Morí el 24 de novembre de 1942 al barri d'Inchicore de Dublín (República d'Irlanda) en situació de precarietat econòmica. Fou enterrat al cementiri de Glasnevin a Dublín i, a la mateixa ciutat, a la vorera oest del carrer Dorset, li dedicaren una placa commemorativa.